# 安德森 (密蘇里州)
安德森（英語：Anderson）是位於美國密蘇里州麥克唐納縣的城市。

## 人口
根據2020年美國人口普查的數據，安德森的面積為5.89平方千米，皆為陸地。當地共有人口1981人，而人口密度為每平方千米336人。